# Высокое (Опочецкий район)
Высокое — деревня в Опочецком районе Псковской области России. Входит в состав Глубоковской волости.

## География
Расположена в 6 км к югу от города Опочка.

## Население
| 2001 | 2002 | 2010 | 2013 | 2014 | 2015 | 2016 |
| ---- | ---- | ---- | ---- | ---- | ---- | ---- |
| 322  | ↘91  | ↘37  | ↗87  | ↘83  | ↗85  | ↘81  |

Численность населения по состоянию на начало 2001 года составляла 322 человек.

## История
С 1995 до 2005 года деревня входила в состав Краснооктябрьской волости с центром в д. Балахи, с 2006 до 2015 года — в состав Звонской волости.